# Uefa Nations League C 2024/2025
Uefa Nations League C 2024/2025 spelas mellan 5 september och 19 november 2024.

## Nationer
- Armenien
- Azerbajdzjan
- Belarus
- Bulgarien
- Cypern
- Estland
- Färöarna
- Kosovo
- Lettland
- Litauen
- Luxemburg
- Nordirland
- Nordmakedonien
- Rumänien
- Slovakien
- Sverige

## Grupper

### Grupp 1
| Nr | Lag          | S | V | O | F | GM | IM | MS  | P  |
| -- | ------------ | - | - | - | - | -- | -- | --- | -- |
| 1  | Sverige      | 6 | 5 | 1 | 0 | 19 | 4  | +15 | 16 |
| 2  | Slovakien    | 6 | 4 | 1 | 1 | 10 | 5  | +5  | 13 |
| 3  | Estland      | 6 | 1 | 1 | 4 | 3  | 9  | −6  | 4  |
| 4  | Azerbajdzjan | 6 | 0 | 1 | 5 | 3  | 17 | −14 | 1  |

|             | 5 september 2024 | Azerbajdzjan       | 1 – 3           | Sverige                                            | Tofiq Bähramov-stadion                           |                                                  |
| 20:00 UTC+4 | 20:00 UTC+4      | Renat Dadashov 82′ | (0 – 0) Rapport | 65′, 71′ Alexander Isak 80′ (str.) Viktor Gyökeres | Baku Publik: 9 450 Domare: Balázs Berke (Ungern) | Baku Publik: 9 450 Domare: Balázs Berke (Ungern) |
| 20:00 UTC+4 | 20:00 UTC+4      |                    |                 |                                                    | Baku Publik: 9 450 Domare: Balázs Berke (Ungern) | Baku Publik: 9 450 Domare: Balázs Berke (Ungern) |
| 20:00 UTC+4 | 20:00 UTC+4      |                    |                 |                                                    | Baku Publik: 9 450 Domare: Balázs Berke (Ungern) | Baku Publik: 9 450 Domare: Balázs Berke (Ungern) |

|             | 5 september 2024 | Estland | 0 – 1           | Slovakien        | A. Le Coq Arena                                     |                                                     |
| 21:45 UTC+3 | 21:45 UTC+3      |         | (0 – 0) Rapport | 70′ Tomáš Suslov | Tallinn Publik: 6 128 Domare: Matej Jug (Slovenien) | Tallinn Publik: 6 128 Domare: Matej Jug (Slovenien) |
| 21:45 UTC+3 | 21:45 UTC+3      |         |                 |                  | Tallinn Publik: 6 128 Domare: Matej Jug (Slovenien) | Tallinn Publik: 6 128 Domare: Matej Jug (Slovenien) |
| 21:45 UTC+3 | 21:45 UTC+3      |         |                 |                  | Tallinn Publik: 6 128 Domare: Matej Jug (Slovenien) | Tallinn Publik: 6 128 Domare: Matej Jug (Slovenien) |

|             | 8 september 2024 | Slovakien                                | 2 – 0           | Azerbajdzjan | Košická futbalová aréna                                  |                                                          |
| 18:00 UTC+2 | 18:00 UTC+2      | Ondrej Duda 22′ (str.) David Strelec 26′ | (2 – 0) Rapport |              | Košice Publik: 11 435 Domare: Damian Sylwestrzak (Polen) | Košice Publik: 11 435 Domare: Damian Sylwestrzak (Polen) |
| 18:00 UTC+2 | 18:00 UTC+2      |                                          |                 |              | Košice Publik: 11 435 Domare: Damian Sylwestrzak (Polen) | Košice Publik: 11 435 Domare: Damian Sylwestrzak (Polen) |
| 18:00 UTC+2 | 18:00 UTC+2      |                                          |                 |              | Košice Publik: 11 435 Domare: Damian Sylwestrzak (Polen) | Košice Publik: 11 435 Domare: Damian Sylwestrzak (Polen) |

|             | 8 september 2024 | Sverige                                     | 3 – 0           | Estland | Strawberry Arena                                           |                                                            |
| 20:45 UTC+2 | 20:45 UTC+2      | Viktor Gyökeres 30′, 44′ Alexander Isak 40′ | (3 – 0) Rapport |         | Stockholm Publik: 14 858 Domare: Sven Jablonski (Tyskland) | Stockholm Publik: 14 858 Domare: Sven Jablonski (Tyskland) |
| 20:45 UTC+2 | 20:45 UTC+2      |                                             |                 |         | Stockholm Publik: 14 858 Domare: Sven Jablonski (Tyskland) | Stockholm Publik: 14 858 Domare: Sven Jablonski (Tyskland) |
| 20:45 UTC+2 | 20:45 UTC+2      |                                             |                 |         | Stockholm Publik: 14 858 Domare: Sven Jablonski (Tyskland) | Stockholm Publik: 14 858 Domare: Sven Jablonski (Tyskland) |

|             | 11 oktober 2024 | Estland                                                          | 3 – 1           | Azerbajdzjan                | A. Le Coq Arena                                   |                                                   |
| 19:00 UTC+3 | 19:00 UTC+3     | Ioan Yakovlev 32′ Vlasiy Sinyavskiy 45+2′ Rocco Robert Shein 71′ | (2 – 1) Rapport | 45+1′ (str.) Toral Bayramov | Tallinn Publik: 6 034 Domare: Rob Harvey (Irland) | Tallinn Publik: 6 034 Domare: Rob Harvey (Irland) |
| 19:00 UTC+3 | 19:00 UTC+3     |                                                                  |                 |                             | Tallinn Publik: 6 034 Domare: Rob Harvey (Irland) | Tallinn Publik: 6 034 Domare: Rob Harvey (Irland) |
| 19:00 UTC+3 | 19:00 UTC+3     |                                                                  |                 |                             | Tallinn Publik: 6 034 Domare: Rob Harvey (Irland) | Tallinn Publik: 6 034 Domare: Rob Harvey (Irland) |

|             | 11 oktober 2024 | Slovakien              | 2 – 2           | Sverige                      | Tehelné pole                                                 |                                                              |
| 20:45 UTC+2 | 20:45 UTC+2     | David Strelec 44′, 72′ | (1 – 2) Rapport | 25′ Yasin Ayari 32′ Ken Sema | Bratislava Publik: 15 381 Domare: Maurizio Mariani (Italien) | Bratislava Publik: 15 381 Domare: Maurizio Mariani (Italien) |
| 20:45 UTC+2 | 20:45 UTC+2     |                        |                 |                              | Bratislava Publik: 15 381 Domare: Maurizio Mariani (Italien) | Bratislava Publik: 15 381 Domare: Maurizio Mariani (Italien) |
| 20:45 UTC+2 | 20:45 UTC+2     |                        |                 |                              | Bratislava Publik: 15 381 Domare: Maurizio Mariani (Italien) | Bratislava Publik: 15 381 Domare: Maurizio Mariani (Italien) |

|             | 14 oktober 2024 | Azerbajdzjan       | 1 – 3           | Slovakien                                                    | Tofiq Bähramov-stadion                         |                                                |
| 20:00 UTC+4 | 20:00 UTC+4     | Toral Bayramov 38′ | (1 – 1) Rapport | 15′ (sjm.) Rahil Mammadov 75′ Lukáš Haraslín 86′ Dávid Ďuriš | Baku Publik: 4 269 Domare: Rohit Saggi (Norge) | Baku Publik: 4 269 Domare: Rohit Saggi (Norge) |
| 20:00 UTC+4 | 20:00 UTC+4     |                    |                 |                                                              | Baku Publik: 4 269 Domare: Rohit Saggi (Norge) | Baku Publik: 4 269 Domare: Rohit Saggi (Norge) |
| 20:00 UTC+4 | 20:00 UTC+4     |                    |                 |                                                              | Baku Publik: 4 269 Domare: Rohit Saggi (Norge) | Baku Publik: 4 269 Domare: Rohit Saggi (Norge) |

|             | 14 oktober 2024 | Estland | 0 – 3           | Sverige                                       | A. Le Coq Arena                                       |                                                       |
| 21:45 UTC+3 | 21:45 UTC+3     |         | (0 – 1) Rapport | 29′, 37′ Sebastian Nanasi 66′ Viktor Gyökeres | Tallinn Publik: 4 706 Domare: Juxhin Xhaja (Albanien) | Tallinn Publik: 4 706 Domare: Juxhin Xhaja (Albanien) |
| 21:45 UTC+3 | 21:45 UTC+3     |         |                 |                                               | Tallinn Publik: 4 706 Domare: Juxhin Xhaja (Albanien) | Tallinn Publik: 4 706 Domare: Juxhin Xhaja (Albanien) |
| 21:45 UTC+3 | 21:45 UTC+3     |         |                 |                                               | Tallinn Publik: 4 706 Domare: Juxhin Xhaja (Albanien) | Tallinn Publik: 4 706 Domare: Juxhin Xhaja (Albanien) |

|             | 16 november 2024 | Azerbajdzjan | 0 – 0   | Estland | Gabala City Stadium                               |                                                   |
| 18:00 UTC+4 | 18:00 UTC+4      |              | Rapport |         | Qutqashen Publik: Domare: John Beaton (Skottland) | Qutqashen Publik: Domare: John Beaton (Skottland) |
| 18:00 UTC+4 | 18:00 UTC+4      |              |         |         | Qutqashen Publik: Domare: John Beaton (Skottland) | Qutqashen Publik: Domare: John Beaton (Skottland) |
| 18:00 UTC+4 | 18:00 UTC+4      |              |         |         | Qutqashen Publik: Domare: John Beaton (Skottland) | Qutqashen Publik: Domare: John Beaton (Skottland) |

|             | 16 november 2024 | Sverige                               | 2 – 1           | Slovakien        | Strawberry Arena                                          |                                                           |
| 20:45 UTC+1 | 20:45 UTC+1      | Viktor Gyökeres 3′ Alexander Isak 48′ | (1 – 1) Rapport | 19′ Dávid Hancko | Stockholm Publik: 36 417 Domare: Mykola Balakin (Ukraina) | Stockholm Publik: 36 417 Domare: Mykola Balakin (Ukraina) |
| 20:45 UTC+1 | 20:45 UTC+1      |                                       |                 |                  | Stockholm Publik: 36 417 Domare: Mykola Balakin (Ukraina) | Stockholm Publik: 36 417 Domare: Mykola Balakin (Ukraina) |
| 20:45 UTC+1 | 20:45 UTC+1      |                                       |                 |                  | Stockholm Publik: 36 417 Domare: Mykola Balakin (Ukraina) | Stockholm Publik: 36 417 Domare: Mykola Balakin (Ukraina) |

|             | 19 november 2024 | Slovakien         | 1 – 0           | Estland | Anton Malatinský Stadium                             |                                                      |
| 20:45 UTC+1 | 20:45 UTC+1      | David Strelec 72′ | (0 – 0) Rapport |         | Trnava Publik: 4 317 Domare: Mikkel Redder (Danmark) | Trnava Publik: 4 317 Domare: Mikkel Redder (Danmark) |
| 20:45 UTC+1 | 20:45 UTC+1      |                   |                 |         | Trnava Publik: 4 317 Domare: Mikkel Redder (Danmark) | Trnava Publik: 4 317 Domare: Mikkel Redder (Danmark) |
| 20:45 UTC+1 | 20:45 UTC+1      |                   |                 |         | Trnava Publik: 4 317 Domare: Mikkel Redder (Danmark) | Trnava Publik: 4 317 Domare: Mikkel Redder (Danmark) |

|             | 19 november 2024 | Sverige                                                      | 6 – 0           | Azerbajdzjan | Strawberry Arena                                          |                                                           |
| 20:45 UTC+1 | 20:45 UTC+1      | Dejan Kulusevski 10′, 57′ Viktor Gyökeres 26′, 37′, 58′, 70′ | (3 – 0) Rapport |              | Stockholm Publik: 10 127 Domare: Paweł Raczkowski (Polen) | Stockholm Publik: 10 127 Domare: Paweł Raczkowski (Polen) |
| 20:45 UTC+1 | 20:45 UTC+1      |                                                              |                 |              | Stockholm Publik: 10 127 Domare: Paweł Raczkowski (Polen) | Stockholm Publik: 10 127 Domare: Paweł Raczkowski (Polen) |
| 20:45 UTC+1 | 20:45 UTC+1      |                                                              |                 |              | Stockholm Publik: 10 127 Domare: Paweł Raczkowski (Polen) | Stockholm Publik: 10 127 Domare: Paweł Raczkowski (Polen) |

### Grupp 2
| Nr | Lag      | S | V | O | F | GM | IM | MS  | P  |
| -- | -------- | - | - | - | - | -- | -- | --- | -- |
| 1  | Rumänien | 6 | 6 | 0 | 0 | 18 | 3  | +15 | 18 |
| 2  | Kosovo   | 6 | 4 | 0 | 2 | 10 | 7  | +3  | 12 |
| 3  | Cypern   | 6 | 2 | 0 | 4 | 4  | 15 | −11 | 6  |
| 4  | Litauen  | 6 | 0 | 0 | 6 | 4  | 11 | −7  | 0  |

|             | 6 september 2024 | Litauen | 0 – 1           | Cypern             | Marijampolė fotbollsarena                               |                                                         |
| 19:00 UTC+3 | 19:00 UTC+3      |         | (0 – 1) Rapport | 34′ Ioannis Pittas | Marijampolė Publik: 4 905 Domare: Igor Pajac (Kroatien) | Marijampolė Publik: 4 905 Domare: Igor Pajac (Kroatien) |
| 19:00 UTC+3 | 19:00 UTC+3      |         |                 |                    | Marijampolė Publik: 4 905 Domare: Igor Pajac (Kroatien) | Marijampolė Publik: 4 905 Domare: Igor Pajac (Kroatien) |
| 19:00 UTC+3 | 19:00 UTC+3      |         |                 |                    | Marijampolė Publik: 4 905 Domare: Igor Pajac (Kroatien) | Marijampolė Publik: 4 905 Domare: Igor Pajac (Kroatien) |

|             | 6 september 2024 | Kosovo | 0 – 3           | Rumänien                                                | Fadil Vokrri Stadium                                          |                                                               |
| 20:45 UTC+2 | 20:45 UTC+2      |        | (0 – 1) Rapport | 40′ Dennis Man 51′ (str.) Răzvan Marin 82′ Denis Drăguș | Pristina Publik: 12 872 Domare: Aliyar Aghayev (Azerbajdzjan) | Pristina Publik: 12 872 Domare: Aliyar Aghayev (Azerbajdzjan) |
| 20:45 UTC+2 | 20:45 UTC+2      |        |                 |                                                         | Pristina Publik: 12 872 Domare: Aliyar Aghayev (Azerbajdzjan) | Pristina Publik: 12 872 Domare: Aliyar Aghayev (Azerbajdzjan) |
| 20:45 UTC+2 | 20:45 UTC+2      |        |                 |                                                         | Pristina Publik: 12 872 Domare: Aliyar Aghayev (Azerbajdzjan) | Pristina Publik: 12 872 Domare: Aliyar Aghayev (Azerbajdzjan) |

|             | 9 september 2024 | Cypern | 0 – 4           | Kosovo                                                               | AEK Arena – Georgios Karapatakis                             |                                                              |
| 19:00 UTC+3 | 19:00 UTC+3      |        | (0 – 2) Rapport | 9′ (str.), 21′ Vedat Muriqi 48′ Albion Rrahmani 55′ Lumbardh Dellova | Larnaca Publik: 2 041 Domare: Sebastian Gishamer (Österrike) | Larnaca Publik: 2 041 Domare: Sebastian Gishamer (Österrike) |
| 19:00 UTC+3 | 19:00 UTC+3      |        |                 |                                                                      | Larnaca Publik: 2 041 Domare: Sebastian Gishamer (Österrike) | Larnaca Publik: 2 041 Domare: Sebastian Gishamer (Österrike) |
| 19:00 UTC+3 | 19:00 UTC+3      |        |                 |                                                                      | Larnaca Publik: 2 041 Domare: Sebastian Gishamer (Österrike) | Larnaca Publik: 2 041 Domare: Sebastian Gishamer (Österrike) |

|             | 9 september 2024 | Rumänien                                                            | 3 – 1           | Litauen            | Stadionul Steaua                                           |                                                            |
| 21:45 UTC+3 | 21:45 UTC+3      | Valentin Mihăilă 4′ Răzvan Marin 87′ (str.) Alexandru Mitriță 90+2′ | (1 – 1) Rapport | 34′ Armandas Kučys | Bukarest Publik: 28 168 Domare: Rade Obrenović (Slovenien) | Bukarest Publik: 28 168 Domare: Rade Obrenović (Slovenien) |
| 21:45 UTC+3 | 21:45 UTC+3      |                                                                     |                 |                    | Bukarest Publik: 28 168 Domare: Rade Obrenović (Slovenien) | Bukarest Publik: 28 168 Domare: Rade Obrenović (Slovenien) |
| 21:45 UTC+3 | 21:45 UTC+3      |                                                                     |                 |                    | Bukarest Publik: 28 168 Domare: Rade Obrenović (Slovenien) | Bukarest Publik: 28 168 Domare: Rade Obrenović (Slovenien) |

|             | 12 oktober 2024 | Litauen                | 1 – 2           | Kosovo                               | Darius and Girėnas Stadium                           |                                                      |
| 16:00 UTC+3 | 16:00 UTC+3     | Paulius Golubickas 84′ | (0 – 1) Rapport | 20′ Edon Zhegrova 65′ Ermal Krasniqi | Kaunas Publik: 7 554 Domare: Ondřej Berka (Tjeckien) | Kaunas Publik: 7 554 Domare: Ondřej Berka (Tjeckien) |
| 16:00 UTC+3 | 16:00 UTC+3     |                        |                 |                                      | Kaunas Publik: 7 554 Domare: Ondřej Berka (Tjeckien) | Kaunas Publik: 7 554 Domare: Ondřej Berka (Tjeckien) |
| 16:00 UTC+3 | 16:00 UTC+3     |                        |                 |                                      | Kaunas Publik: 7 554 Domare: Ondřej Berka (Tjeckien) | Kaunas Publik: 7 554 Domare: Ondřej Berka (Tjeckien) |

|             | 12 oktober 2024 | Cypern | 0 – 3           | Rumänien                                                 | AEK Arena – Georgios Karapatakis                          |                                                           |
| 21:45 UTC+3 | 21:45 UTC+3     |        | (0 – 3) Rapport | 16′ Dennis Man 25′ (str.) Răzvan Marin 36′ Radu Drăgușin | Larnaca Publik: 6 092 Domare: Sascha Stegemann (Tyskland) | Larnaca Publik: 6 092 Domare: Sascha Stegemann (Tyskland) |
| 21:45 UTC+3 | 21:45 UTC+3     |        |                 |                                                          | Larnaca Publik: 6 092 Domare: Sascha Stegemann (Tyskland) | Larnaca Publik: 6 092 Domare: Sascha Stegemann (Tyskland) |
| 21:45 UTC+3 | 21:45 UTC+3     |        |                 |                                                          | Larnaca Publik: 6 092 Domare: Sascha Stegemann (Tyskland) | Larnaca Publik: 6 092 Domare: Sascha Stegemann (Tyskland) |

|             | 15 oktober 2024 | Kosovo                                               | 3 – 0           | Cypern | Fadil Vokrri Stadium                                  |                                                       |
| 20:45 UTC+2 | 20:45 UTC+2     | Amir Rrahmani 30′ Ermal Krasniqi 52′ Emir Sahiti 70′ | (1 – 0) Rapport |        | Pristina Publik: 12 863 Domare: Matej Jug (Slovenien) | Pristina Publik: 12 863 Domare: Matej Jug (Slovenien) |
| 20:45 UTC+2 | 20:45 UTC+2     |                                                      |                 |        | Pristina Publik: 12 863 Domare: Matej Jug (Slovenien) | Pristina Publik: 12 863 Domare: Matej Jug (Slovenien) |
| 20:45 UTC+2 | 20:45 UTC+2     |                                                      |                 |        | Pristina Publik: 12 863 Domare: Matej Jug (Slovenien) | Pristina Publik: 12 863 Domare: Matej Jug (Slovenien) |

|             | 15 oktober 2024 | Litauen                  | 1 – 2           | Rumänien                                 | Darius and Girėnas Stadium                          |                                                     |
| 21:45 UTC+3 | 21:45 UTC+3     | Armandas Kučys 7′ (str.) | (1 – 1) Rapport | 18′ (str.) Răzvan Marin 65′ Denis Drăguș | Kaunas Publik: 2 585 Domare: Nick Walsh (Skottland) | Kaunas Publik: 2 585 Domare: Nick Walsh (Skottland) |
| 21:45 UTC+3 | 21:45 UTC+3     |                          |                 |                                          | Kaunas Publik: 2 585 Domare: Nick Walsh (Skottland) | Kaunas Publik: 2 585 Domare: Nick Walsh (Skottland) |
| 21:45 UTC+3 | 21:45 UTC+3     |                          |                 |                                          | Kaunas Publik: 2 585 Domare: Nick Walsh (Skottland) | Kaunas Publik: 2 585 Domare: Nick Walsh (Skottland) |

|             | 15 november 2024 | Cypern                                    | 2 – 1           | Litauen             | AEK Arena – Georgios Karapatakis                        |                                                         |
| 21:45 UTC+2 | 21:45 UTC+2      | Grigoris Kastanos 18′ Marinos Tzionis 63′ | (1 – 0) Rapport | 47′ Gvidas Gineitis | Larnaca Publik: 1 733 Domare: Nenad Minaković (Serbien) | Larnaca Publik: 1 733 Domare: Nenad Minaković (Serbien) |
| 21:45 UTC+2 | 21:45 UTC+2      |                                           |                 |                     | Larnaca Publik: 1 733 Domare: Nenad Minaković (Serbien) | Larnaca Publik: 1 733 Domare: Nenad Minaković (Serbien) |
| 21:45 UTC+2 | 21:45 UTC+2      |                                           |                 |                     | Larnaca Publik: 1 733 Domare: Nenad Minaković (Serbien) | Larnaca Publik: 1 733 Domare: Nenad Minaković (Serbien) |

| [ a ]       | 15 november 2024 | Rumänien | 3 – 0           | Kosovo | Arena Națională                                        |                                                        |
| 21:45 UTC+2 | 21:45 UTC+2      |          | (0 – 0) Rapport |        | Bukarest Publik: 48 957 Domare: Morten Krogh (Danmark) | Bukarest Publik: 48 957 Domare: Morten Krogh (Danmark) |
| 21:45 UTC+2 | 21:45 UTC+2      |          |                 |        | Bukarest Publik: 48 957 Domare: Morten Krogh (Danmark) | Bukarest Publik: 48 957 Domare: Morten Krogh (Danmark) |
| 21:45 UTC+2 | 21:45 UTC+2      |          |                 |        | Bukarest Publik: 48 957 Domare: Morten Krogh (Danmark) | Bukarest Publik: 48 957 Domare: Morten Krogh (Danmark) |

|             | 18 november 2024 | Kosovo              | 1 – 0           | Litauen | Fadil Vokrri Stadium                                       |                                                            |
| 20:45 UTC+1 | 20:45 UTC+1      | Muharrem Jashari 5′ | (1 – 0) Rapport |         | Pristina Publik: 12 856 Domare: Kristoffer Hagenes (Norge) | Pristina Publik: 12 856 Domare: Kristoffer Hagenes (Norge) |
| 20:45 UTC+1 | 20:45 UTC+1      |                     |                 |         | Pristina Publik: 12 856 Domare: Kristoffer Hagenes (Norge) | Pristina Publik: 12 856 Domare: Kristoffer Hagenes (Norge) |
| 20:45 UTC+1 | 20:45 UTC+1      |                     |                 |         | Pristina Publik: 12 856 Domare: Kristoffer Hagenes (Norge) | Pristina Publik: 12 856 Domare: Kristoffer Hagenes (Norge) |

|             | 18 november 2024 | Rumänien                                                    | 4 – 1           | Cypern             | Arena Națională                                         |                                                         |
| 21:45 UTC+2 | 21:45 UTC+2      | Daniel Bîrligea 2′ Răzvan Marin 41′, 80′ Florinel Coman 83′ | (2 – 0) Rapport | 52′ Ioannis Pittas | Bukarest Publik: 45 318 Domare: Luca Pairetto (Italien) | Bukarest Publik: 45 318 Domare: Luca Pairetto (Italien) |
| 21:45 UTC+2 | 21:45 UTC+2      |                                                             |                 |                    | Bukarest Publik: 45 318 Domare: Luca Pairetto (Italien) | Bukarest Publik: 45 318 Domare: Luca Pairetto (Italien) |
| 21:45 UTC+2 | 21:45 UTC+2      |                                                             |                 |                    | Bukarest Publik: 45 318 Domare: Luca Pairetto (Italien) | Bukarest Publik: 45 318 Domare: Luca Pairetto (Italien) |

### Grupp 3
| Nr | Lag        | S | V | O | F | GM | IM | MS | P  |
| -- | ---------- | - | - | - | - | -- | -- | -- | -- |
| 1  | Nordirland | 6 | 3 | 2 | 1 | 10 | 2  | +8 | 11 |
| 2  | Bulgarien  | 6 | 2 | 3 | 1 | 3  | 6  | −3 | 9  |
| 3  | Belarus    | 6 | 1 | 4 | 1 | 3  | 4  | −1 | 7  |
| 4  | Luxemburg  | 6 | 0 | 3 | 3 | 2  | 6  | −4 | 3  |

|             | 5 september 2024 | Belarus | 0 – 0   | Bulgarien | ZTE Arena                                                         |                                                                   |
| 20:45 UTC+2 | 20:45 UTC+2      |         | Rapport |           | Zalaegerszeg (Ungern) Publik: 1 Domare: Ovidiu Hațegan (Rumänien) | Zalaegerszeg (Ungern) Publik: 1 Domare: Ovidiu Hațegan (Rumänien) |
| 20:45 UTC+2 | 20:45 UTC+2      |         |         |           | Zalaegerszeg (Ungern) Publik: 1 Domare: Ovidiu Hațegan (Rumänien) | Zalaegerszeg (Ungern) Publik: 1 Domare: Ovidiu Hațegan (Rumänien) |
| 20:45 UTC+2 | 20:45 UTC+2      |         |         |           | Zalaegerszeg (Ungern) Publik: 1 Domare: Ovidiu Hațegan (Rumänien) | Zalaegerszeg (Ungern) Publik: 1 Domare: Ovidiu Hațegan (Rumänien) |

|             | 5 september 2024 | Nordirland                          | 2 – 0           | Luxemburg | Windsor Park                                           |                                                        |
| 19:45 UTC+1 | 19:45 UTC+1      | Paddy McNair 11′ Daniel Ballard 16′ | (2 – 0) Rapport |           | Belfast Publik: 17 213 Domare: Marian Barbu (Rumänien) | Belfast Publik: 17 213 Domare: Marian Barbu (Rumänien) |
| 19:45 UTC+1 | 19:45 UTC+1      |                                     |                 |           | Belfast Publik: 17 213 Domare: Marian Barbu (Rumänien) | Belfast Publik: 17 213 Domare: Marian Barbu (Rumänien) |
| 19:45 UTC+1 | 19:45 UTC+1      |                                     |                 |           | Belfast Publik: 17 213 Domare: Marian Barbu (Rumänien) | Belfast Publik: 17 213 Domare: Marian Barbu (Rumänien) |

|             | 8 september 2024 | Luxemburg | 0 – 1           | Belarus            | Stade de Luxembourg                                       |                                                           |
| 15:00 UTC+2 | 15:00 UTC+2      |           | (0 – 0) Rapport | 76′ Valery Gromyko | Luxemburg Publik: 6 820 Domare: Lawrence Visser (Belgien) | Luxemburg Publik: 6 820 Domare: Lawrence Visser (Belgien) |
| 15:00 UTC+2 | 15:00 UTC+2      |           |                 |                    | Luxemburg Publik: 6 820 Domare: Lawrence Visser (Belgien) | Luxemburg Publik: 6 820 Domare: Lawrence Visser (Belgien) |
| 15:00 UTC+2 | 15:00 UTC+2      |           |                 |                    | Luxemburg Publik: 6 820 Domare: Lawrence Visser (Belgien) | Luxemburg Publik: 6 820 Domare: Lawrence Visser (Belgien) |

|             | 8 september 2024 | Bulgarien          | 1 – 0           | Nordirland | Stadion Hristo Botev                                         |                                                              |
| 19:00 UTC+3 | 19:00 UTC+3      | Kiril Despodov 40′ | (1 – 0) Rapport |            | Plovdiv Publik: 14 300 Domare: Tasos Sidiropoulos (Grekland) | Plovdiv Publik: 14 300 Domare: Tasos Sidiropoulos (Grekland) |
| 19:00 UTC+3 | 19:00 UTC+3      |                    |                 |            | Plovdiv Publik: 14 300 Domare: Tasos Sidiropoulos (Grekland) | Plovdiv Publik: 14 300 Domare: Tasos Sidiropoulos (Grekland) |
| 19:00 UTC+3 | 19:00 UTC+3      |                    |                 |            | Plovdiv Publik: 14 300 Domare: Tasos Sidiropoulos (Grekland) | Plovdiv Publik: 14 300 Domare: Tasos Sidiropoulos (Grekland) |

|             | 12 oktober 2024 | Bulgarien | 0 – 0   | Luxemburg | Stadion Hristo Botev                                   |                                                        |
| 19:00 UTC+3 | 19:00 UTC+3     |           | Rapport |           | Plovdiv Publik: 15 800 Domare: David Šmajc (Slovenien) | Plovdiv Publik: 15 800 Domare: David Šmajc (Slovenien) |
| 19:00 UTC+3 | 19:00 UTC+3     |           |         |           | Plovdiv Publik: 15 800 Domare: David Šmajc (Slovenien) | Plovdiv Publik: 15 800 Domare: David Šmajc (Slovenien) |
| 19:00 UTC+3 | 19:00 UTC+3     |           |         |           | Plovdiv Publik: 15 800 Domare: David Šmajc (Slovenien) | Plovdiv Publik: 15 800 Domare: David Šmajc (Slovenien) |

|             | 12 oktober 2024 | Belarus | 0 – 0   | Nordirland | ZTE Arena                                                            |                                                                      |
| 20:45 UTC+2 | 20:45 UTC+2     |         | Rapport |            | Zalaegerszeg (Ungern) Publik: 0 Domare: Henrik Nalbandyan (Armenien) | Zalaegerszeg (Ungern) Publik: 0 Domare: Henrik Nalbandyan (Armenien) |
| 20:45 UTC+2 | 20:45 UTC+2     |         |         |            | Zalaegerszeg (Ungern) Publik: 0 Domare: Henrik Nalbandyan (Armenien) | Zalaegerszeg (Ungern) Publik: 0 Domare: Henrik Nalbandyan (Armenien) |
| 20:45 UTC+2 | 20:45 UTC+2     |         |         |            | Zalaegerszeg (Ungern) Publik: 0 Domare: Henrik Nalbandyan (Armenien) | Zalaegerszeg (Ungern) Publik: 0 Domare: Henrik Nalbandyan (Armenien) |

|             | 15 oktober 2024 | Belarus               | 1 – 1           | Luxemburg                   | ZTE Arena                                                          |                                                                    |
| 20:45 UTC+2 | 20:45 UTC+2     | Sergei Politevich 54′ | (0 – 0) Rapport | 78′ (str.) Gerson Rodrigues | Zalaegerszeg (Ungern) Publik: 0 Domare: Atilla Karaoğlan (Turkiet) | Zalaegerszeg (Ungern) Publik: 0 Domare: Atilla Karaoğlan (Turkiet) |
| 20:45 UTC+2 | 20:45 UTC+2     |                       |                 |                             | Zalaegerszeg (Ungern) Publik: 0 Domare: Atilla Karaoğlan (Turkiet) | Zalaegerszeg (Ungern) Publik: 0 Domare: Atilla Karaoğlan (Turkiet) |
| 20:45 UTC+2 | 20:45 UTC+2     |                       |                 |                             | Zalaegerszeg (Ungern) Publik: 0 Domare: Atilla Karaoğlan (Turkiet) | Zalaegerszeg (Ungern) Publik: 0 Domare: Atilla Karaoğlan (Turkiet) |

|             | 15 oktober 2024 | Nordirland                                                           | 5 – 0           | Bulgarien | Windsor Park                                              |                                                           |
| 19:45 UTC+1 | 19:45 UTC+1     | Isaac Price 15′, 29′, 81′ Dimitar Mitov 32′ (sjm.) Josh Magennis 89′ | (3 – 0) Rapport |           | Belfast Publik: 17 891 Domare: Jérôme Brisard (Frankrike) | Belfast Publik: 17 891 Domare: Jérôme Brisard (Frankrike) |
| 19:45 UTC+1 | 19:45 UTC+1     |                                                                      |                 |           | Belfast Publik: 17 891 Domare: Jérôme Brisard (Frankrike) | Belfast Publik: 17 891 Domare: Jérôme Brisard (Frankrike) |
| 19:45 UTC+1 | 19:45 UTC+1     |                                                                      |                 |           | Belfast Publik: 17 891 Domare: Jérôme Brisard (Frankrike) | Belfast Publik: 17 891 Domare: Jérôme Brisard (Frankrike) |

|             | 15 november 2024 | Luxemburg | 0 – 1           | Bulgarien         | Stade de Luxembourg                                     |                                                         |
| 20:45 UTC+1 | 20:45 UTC+1      |           | (0 – 1) Rapport | 23′ Andrian Kraev | Luxemburg Publik: 8 307 Domare: Juri Frischer (Estland) | Luxemburg Publik: 8 307 Domare: Juri Frischer (Estland) |
| 20:45 UTC+1 | 20:45 UTC+1      |           |                 |                   | Luxemburg Publik: 8 307 Domare: Juri Frischer (Estland) | Luxemburg Publik: 8 307 Domare: Juri Frischer (Estland) |
| 20:45 UTC+1 | 20:45 UTC+1      |           |                 |                   | Luxemburg Publik: 8 307 Domare: Juri Frischer (Estland) | Luxemburg Publik: 8 307 Domare: Juri Frischer (Estland) |

|             | 15 november 2024 | Nordirland                                 | 2 – 0           | Belarus | Windsor Park                                           |                                                        |
| 19:45 UTC±0 | 19:45 UTC±0      | Daniel Ballard 50′ Dion Charles 63′ (str.) | (1 – 0) Rapport |         | Belfast Publik: 18 044 Domare: Luis Godinho (Portugal) | Belfast Publik: 18 044 Domare: Luis Godinho (Portugal) |
| 19:45 UTC±0 | 19:45 UTC±0      |                                            |                 |         | Belfast Publik: 18 044 Domare: Luis Godinho (Portugal) | Belfast Publik: 18 044 Domare: Luis Godinho (Portugal) |
| 19:45 UTC±0 | 19:45 UTC±0      |                                            |                 |         | Belfast Publik: 18 044 Domare: Luis Godinho (Portugal) | Belfast Publik: 18 044 Domare: Luis Godinho (Portugal) |

|             | 18 november 2024 | Bulgarien           | 1 – 1           | Belarus           | Nationalstadion Vasil Levski                                |                                                             |
| 21:45 UTC+2 | 21:45 UTC+2      | Vasil Panayotov 12′ | (1 – 0) Rapport | 70′ Yury Kavalyow | Sofia Publik: 2 200 Domare: Allard Lindhout (Nederländerna) | Sofia Publik: 2 200 Domare: Allard Lindhout (Nederländerna) |
| 21:45 UTC+2 | 21:45 UTC+2      |                     |                 |                   | Sofia Publik: 2 200 Domare: Allard Lindhout (Nederländerna) | Sofia Publik: 2 200 Domare: Allard Lindhout (Nederländerna) |
| 21:45 UTC+2 | 21:45 UTC+2      |                     |                 |                   | Sofia Publik: 2 200 Domare: Allard Lindhout (Nederländerna) | Sofia Publik: 2 200 Domare: Allard Lindhout (Nederländerna) |

|             | 18 november 2024 | Luxemburg                           | 2 – 2           | Nordirland                        | Stade de Luxembourg                                           |                                                               |
| 20:45 UTC+1 | 20:45 UTC+1      | Seid Korać 72′ Gerson Rodrigues 75′ | (0 – 1) Rapport | 19′ Isaac Price 50′ Conor Bradley | Luxemburg Publik: 6 870 Domare: Elchin Masiyev (Azerbajdzjan) | Luxemburg Publik: 6 870 Domare: Elchin Masiyev (Azerbajdzjan) |
| 20:45 UTC+1 | 20:45 UTC+1      |                                     |                 |                                   | Luxemburg Publik: 6 870 Domare: Elchin Masiyev (Azerbajdzjan) | Luxemburg Publik: 6 870 Domare: Elchin Masiyev (Azerbajdzjan) |
| 20:45 UTC+1 | 20:45 UTC+1      |                                     |                 |                                   | Luxemburg Publik: 6 870 Domare: Elchin Masiyev (Azerbajdzjan) | Luxemburg Publik: 6 870 Domare: Elchin Masiyev (Azerbajdzjan) |

### Grupp 4
| Nr | Lag            | S | V | O | F | GM | IM | MS | P  |
| -- | -------------- | - | - | - | - | -- | -- | -- | -- |
| 1  | Nordmakedonien | 6 | 5 | 1 | 0 | 10 | 1  | +9 | 16 |
| 2  | Armenien       | 6 | 2 | 1 | 3 | 8  | 9  | −1 | 7  |
| 3  | Färöarna       | 6 | 1 | 3 | 2 | 5  | 6  | −1 | 6  |
| 4  | Lettland       | 6 | 1 | 1 | 4 | 4  | 11 | −7 | 4  |

|             | 7 september 2024 | Färöarna                     | 1 – 1           | Nordmakedonien         | Tórsvøllur                                                     |                                                                |
| 14:00 UTC+1 | 14:00 UTC+1      | Viljormur Davidsen 9′ (str.) | (1 – 0) Rapport | 49′ (str.) Enis Bardhi | Tórshavn Publik: 2 057 Domare: Manfredas Lukjančukas (Litauen) | Tórshavn Publik: 2 057 Domare: Manfredas Lukjančukas (Litauen) |
| 14:00 UTC+1 | 14:00 UTC+1      |                              |                 |                        | Tórshavn Publik: 2 057 Domare: Manfredas Lukjančukas (Litauen) | Tórshavn Publik: 2 057 Domare: Manfredas Lukjančukas (Litauen) |
| 14:00 UTC+1 | 14:00 UTC+1      |                              |                 |                        | Tórshavn Publik: 2 057 Domare: Manfredas Lukjančukas (Litauen) | Tórshavn Publik: 2 057 Domare: Manfredas Lukjančukas (Litauen) |

|             | 7 september 2024 | Armenien                                                                                | 4 – 1           | Lettland                    | Vazgen Sargsian Republikanstadion                        |                                                          |
| 20:00 UTC+4 | 20:00 UTC+4      | Vahan Bichakhchyan 6′ Kaspars Dubra 35′ (sjm.) Lucas Zelarayán 48′ Eduard Spertsyan 86′ | (2 – 1) Rapport | 9′ (sjm.) Georgy Arutyunyan | Jerevan Publik: 12 437 Domare: Nenad Minaković (Serbien) | Jerevan Publik: 12 437 Domare: Nenad Minaković (Serbien) |
| 20:00 UTC+4 | 20:00 UTC+4      |                                                                                         |                 |                             | Jerevan Publik: 12 437 Domare: Nenad Minaković (Serbien) | Jerevan Publik: 12 437 Domare: Nenad Minaković (Serbien) |
| 20:00 UTC+4 | 20:00 UTC+4      |                                                                                         |                 |                             | Jerevan Publik: 12 437 Domare: Nenad Minaković (Serbien) | Jerevan Publik: 12 437 Domare: Nenad Minaković (Serbien) |

|             | 10 september 2024 | Lettland              | 1 – 0           | Färöarna | Skontostadion                                      |                                                    |
| 19:00 UTC+3 | 19:00 UTC+3       | Renārs Varslavāns 64′ | (0 – 0) Rapport |          | Riga Publik: 5 808 Domare: Duje Strukan (Kroatien) | Riga Publik: 5 808 Domare: Duje Strukan (Kroatien) |
| 19:00 UTC+3 | 19:00 UTC+3       |                       |                 |          | Riga Publik: 5 808 Domare: Duje Strukan (Kroatien) | Riga Publik: 5 808 Domare: Duje Strukan (Kroatien) |
| 19:00 UTC+3 | 19:00 UTC+3       |                       |                 |          | Riga Publik: 5 808 Domare: Duje Strukan (Kroatien) | Riga Publik: 5 808 Domare: Duje Strukan (Kroatien) |

|             | 10 september 2024 | Nordmakedonien                    | 2 – 0           | Armenien | Toše Proeski Arena                                  |                                                     |
| 20:45 UTC+2 | 20:45 UTC+2       | Enis Bardhi 70′ Bojan Miovski 78′ | (0 – 0) Rapport |          | Skopje Publik: 6 829 Domare: Harm Osmers (Tyskland) | Skopje Publik: 6 829 Domare: Harm Osmers (Tyskland) |
| 20:45 UTC+2 | 20:45 UTC+2       |                                   |                 |          | Skopje Publik: 6 829 Domare: Harm Osmers (Tyskland) | Skopje Publik: 6 829 Domare: Harm Osmers (Tyskland) |
| 20:45 UTC+2 | 20:45 UTC+2       |                                   |                 |          | Skopje Publik: 6 829 Domare: Harm Osmers (Tyskland) | Skopje Publik: 6 829 Domare: Harm Osmers (Tyskland) |

|             | 10 oktober 2024 | Lettland | 0 – 3           | Nordmakedonien                                      | Skontostadion                                       |                                                     |
| 19:00 UTC+3 | 19:00 UTC+3     |          | (0 – 1) Rapport | 35′ Jani Atanasov 70′ Lirim Qamili 90+3′ Elif Elmas | Riga Publik: 5 001 Domare: Jakob Sundberg (Danmark) | Riga Publik: 5 001 Domare: Jakob Sundberg (Danmark) |
| 19:00 UTC+3 | 19:00 UTC+3     |          |                 |                                                     | Riga Publik: 5 001 Domare: Jakob Sundberg (Danmark) | Riga Publik: 5 001 Domare: Jakob Sundberg (Danmark) |
| 19:00 UTC+3 | 19:00 UTC+3     |          |                 |                                                     | Riga Publik: 5 001 Domare: Jakob Sundberg (Danmark) | Riga Publik: 5 001 Domare: Jakob Sundberg (Danmark) |

|             | 10 oktober 2024 | Färöarna                                   | 2 – 2           | Armenien                                | Tórsvøllur                                                   |                                                              |
| 19:45 UTC+1 | 19:45 UTC+1     | Jann Benjaminsen 37′ Jóannes Bjartalíð 85′ | (1 – 1) Rapport | 44′ Lucas Zelarayán 90+3′ Gor Manvelyan | Tórshavn Publik: 1 852 Domare: Oleksii Derevinskyi (Ukraina) | Tórshavn Publik: 1 852 Domare: Oleksii Derevinskyi (Ukraina) |
| 19:45 UTC+1 | 19:45 UTC+1     |                                            |                 |                                         | Tórshavn Publik: 1 852 Domare: Oleksii Derevinskyi (Ukraina) | Tórshavn Publik: 1 852 Domare: Oleksii Derevinskyi (Ukraina) |
| 19:45 UTC+1 | 19:45 UTC+1     |                                            |                 |                                         | Tórshavn Publik: 1 852 Domare: Oleksii Derevinskyi (Ukraina) | Tórshavn Publik: 1 852 Domare: Oleksii Derevinskyi (Ukraina) |

|             | 13 oktober 2024 | Armenien | 0 – 2           | Nordmakedonien                    | Vazgen Sargsian Republikanstadion                       |                                                         |
| 20:00 UTC+4 | 20:00 UTC+4     |          | (0 – 0) Rapport | 72′ Bojan Miovski 85′ Isnik Alimi | Jerevan Publik: 14 371 Domare: Stuart Attwell (England) | Jerevan Publik: 14 371 Domare: Stuart Attwell (England) |
| 20:00 UTC+4 | 20:00 UTC+4     |          |                 |                                   | Jerevan Publik: 14 371 Domare: Stuart Attwell (England) | Jerevan Publik: 14 371 Domare: Stuart Attwell (England) |
| 20:00 UTC+4 | 20:00 UTC+4     |          |                 |                                   | Jerevan Publik: 14 371 Domare: Stuart Attwell (England) | Jerevan Publik: 14 371 Domare: Stuart Attwell (England) |

|             | 13 oktober 2024 | Färöarna           | 1 – 1           | Lettland       | Tórsvøllur                                             |                                                        |
| 19:45 UTC+1 | 19:45 UTC+1     | Hanus Sørensen 40′ | (1 – 0) Rapport | 69′ Dario Šits | Tórshavn Publik: 2 017 Domare: Philip Farrugia (Malta) | Tórshavn Publik: 2 017 Domare: Philip Farrugia (Malta) |
| 19:45 UTC+1 | 19:45 UTC+1     |                    |                 |                | Tórshavn Publik: 2 017 Domare: Philip Farrugia (Malta) | Tórshavn Publik: 2 017 Domare: Philip Farrugia (Malta) |
| 19:45 UTC+1 | 19:45 UTC+1     |                    |                 |                | Tórshavn Publik: 2 017 Domare: Philip Farrugia (Malta) | Tórshavn Publik: 2 017 Domare: Philip Farrugia (Malta) |

|             | 14 november 2024 | Armenien | 0 – 1           | Färöarna                      | Vazgen Sargsian Republikanstadion                           |                                                             |
| 21:00 UTC+4 | 21:00 UTC+4      |          | (0 – 1) Rapport | 33′ (str.) Viljormur Davidsen | Jerevan Publik: 6 043 Domare: Tasos Sidiropoulos (Grekland) | Jerevan Publik: 6 043 Domare: Tasos Sidiropoulos (Grekland) |
| 21:00 UTC+4 | 21:00 UTC+4      |          |                 |                               | Jerevan Publik: 6 043 Domare: Tasos Sidiropoulos (Grekland) | Jerevan Publik: 6 043 Domare: Tasos Sidiropoulos (Grekland) |
| 21:00 UTC+4 | 21:00 UTC+4      |          |                 |                               | Jerevan Publik: 6 043 Domare: Tasos Sidiropoulos (Grekland) | Jerevan Publik: 6 043 Domare: Tasos Sidiropoulos (Grekland) |

|             | 14 november 2024 | Nordmakedonien       | 1 – 0           | Lettland | Toše Proeski Arena                                          |                                                             |
| 20:45 UTC+1 | 20:45 UTC+1      | Nikola Serafimov 57′ | (1 – 0) Rapport |          | Skopje Publik: 8 851 Domare: Goga Kikacheishvili (Georgien) | Skopje Publik: 8 851 Domare: Goga Kikacheishvili (Georgien) |
| 20:45 UTC+1 | 20:45 UTC+1      |                      |                 |          | Skopje Publik: 8 851 Domare: Goga Kikacheishvili (Georgien) | Skopje Publik: 8 851 Domare: Goga Kikacheishvili (Georgien) |
| 20:45 UTC+1 | 20:45 UTC+1      |                      |                 |          | Skopje Publik: 8 851 Domare: Goga Kikacheishvili (Georgien) | Skopje Publik: 8 851 Domare: Goga Kikacheishvili (Georgien) |

|             | 17 november 2024 | Lettland             | 1 – 2           | Armenien                                | Skontostadion                                         |                                                       |
| 16:00 UTC+2 | 16:00 UTC+2      | Roberts Uldriķis 70′ | (0 – 0) Rapport | 48′ Eduard Spertsyan 74′ Artur Miranyan | Riga Publik: 5 543 Domare: Georgi Kabakov (Bulgarien) | Riga Publik: 5 543 Domare: Georgi Kabakov (Bulgarien) |
| 16:00 UTC+2 | 16:00 UTC+2      |                      |                 |                                         | Riga Publik: 5 543 Domare: Georgi Kabakov (Bulgarien) | Riga Publik: 5 543 Domare: Georgi Kabakov (Bulgarien) |
| 16:00 UTC+2 | 16:00 UTC+2      |                      |                 |                                         | Riga Publik: 5 543 Domare: Georgi Kabakov (Bulgarien) | Riga Publik: 5 543 Domare: Georgi Kabakov (Bulgarien) |

|             | 17 november 2024 | Nordmakedonien    | 1 – 0           | Färöarna | Toše Proeski Arena                                      |                                                         |
| 15:00 UTC+1 | 15:00 UTC+1      | Bojan Miovski 62′ | (0 – 0) Rapport |          | Skopje Publik: 7 450 Domare: Daniel Schlager (Tyskland) | Skopje Publik: 7 450 Domare: Daniel Schlager (Tyskland) |
| 15:00 UTC+1 | 15:00 UTC+1      |                   |                 |          | Skopje Publik: 7 450 Domare: Daniel Schlager (Tyskland) | Skopje Publik: 7 450 Domare: Daniel Schlager (Tyskland) |
| 15:00 UTC+1 | 15:00 UTC+1      |                   |                 |          | Skopje Publik: 7 450 Domare: Daniel Schlager (Tyskland) | Skopje Publik: 7 450 Domare: Daniel Schlager (Tyskland) |

## Anmärkningslista
1. ↑  Matchen mellan Rumänien och Kosovo avbröts vid ställningen 0–0 under andra halvleks tilläggstid, efter att rumänska supportrar påstås börja skandera pro-serbiska och rasistiska ramsor.[22] Den 20 november 2024 meddelades det att Uefa tilldömt Rumänien en 3–0-seger[23]